# مركز جون هانكوك
يتكون مركز هانكوك المتكون من 100 طابق، ارتفاعه 1128 قدم  (أي حوالي 343.7 م) وهو ناطحة سحاب شاهقة الارتفاع، يقع في 875 شمال شارع ميشيغان، شيكاغو، إلينوي، الولايات المتحدة الأمريكية. شيد تحت إشراف شركة سكيدمور، أوينغز وميريل. والمهندس المشرف بروس غراهام والمهندس الإنشائي فضل خان. . عندما تم انهاء المبنى من يوم 6 مايو، 1968  كان ثاني أطول مبنى في العالم والأطول خارج مدينة نيويورك. اليوم هو رابع أطول مبنى في شيكاغو والثامن في الولايات المتحدة، بعد برجي مركز التجارة العالمي، وبرج ويليس، 432 بارك أفينيو، وترامب تاور في شيكاغو، ومبنى إمباير ستيت، وبرج بنك أمريكا، ومركز أون. عندما يقاس بالهوائي الموجود أعلاه، يصل إلى 1,499 قدم (457 م). المبنى يضم العديد من المكاتب والمطاعم، فضلا عن 700 وحدة سكنية، ويحتوي على ثالث أعلى نسبة اقامة سكنيه في العالم، بعد برج خليفة في دبي وبرج ترامب في شيكاغو. يرجع اسم البناء إلى شركة جون هانكوك للتأمين على الحياة، المطور والمستأجر الأصلي للمبنى.
من مطعم الطابق 95، يمكن لرواد المطعم النظر إلى شيكاغو وبحيرة ميشيغان. وذلك من خلال مرصد (360 شيكاغو)،  التي تتنافس مع سكاي ديك برج ويليس، ويتيح رؤية 360 درجة للمدينة، وتصل مساحة رؤيته إلى أربع ولايات، وعلى مسافة أكثر من 80 ميلا (130 كم). المرصد هو الوحيد الذي يمتلك خاصية سكاي ووك في الهواء الطلق في شيكاغو وأيضا يتميز بوجود جولة الوسائط المتعددة المجانية في ست لغات. يتميز سكاي لوبي الموجود في الطابق ال44 بوجود أعلى حوض سباحة داخلي في أمريكا.

## التاريخ
المشروع الذي كان من المفترض أن يصبح في ذلك الوقت ثاني أطول مبنى في العالم، قد صمم في الأصل والمملوك من قبل جيري ولمان في أواخر عام 1964، والمشروع يتم تمويله من قبل مجموعة شركات جون هانكوك للتأمين على الحياة. وبناء البرج توقف في عام 1967 نظرا لوجود خلل في الطريقة الهندسية المبتكرة التي تستخدم في صب الخرسانة في الأدوار العليا التي تم اكتشافها عندما كان المبنى 20 طابقا. المهندسين كانوا يحصلون على عينات للتربة ل20 طابق التي كانت قد بنيت حسب ما كانوا يتوقعون ل 99 طابق. هذا وقد اضطر المالك لوقف استكمال المبنى حتى يتمكنوا من حل هذه المشكلة الهندسية، وأدى ذلك إلى أزمة في الميزانية. وهذا الوضع مشابه لتلك المشكلة التي واجهوها خلال بناء 111 ويست واكر، والمعروف بعد ذلك باسم برج وترفيو. والذي أدى بصاحبه إلى الإفلاس، مما أدى إلى سيطرة جون هانكوك على المشروع، الذي احتفظ بالتصميم الأصلي، والمهندس المعماري، والمهندس المدني، والمقاول الرئيسي.
وكان أول مقيم بالمبنى راي هيكلا، المهندس الأصلي للمبنى، والمسؤول عن الطوابق السكنية من 44 إلى 92 . انتقل هيكلا مع عائلته في أبريل 1969، قبل الانتهاء من البناء.
يوم 11 نوفمبر 1981، يوم المحاربين، قام كلا من الإطفاء والدفاع والمتسلق دان جودوين، بالتنبيه إلى عدم القدرة على إنقاذ الأشخاص المحاصرين في الطوابق العليا من ناطحات السحاب، والقفز بنجاح من الجدار الخارجي للمبنى. بعد ذلك قام جوديون بارتداء بذلة وباستخدام جهاز التسلق الذي مكنه من الصعود على التقاطعات الجانبيه للمبنى، وتكررت محاولات جودوين التي حاولت إدارة إطفاء شيكاغو تثبيطها. وأمر المدير وليام بلير رجال اطفاء شيكاغو بوقف جودوين عن طريق توجيه خرطوم الإطفاء صوبه لوقف استمراره من الصعود خوفا على حياته، ثم تدخل رئيس البلدية جين بيرن وسمح له بالمواصلة إلى الأعلى.
تم صياغة مركز جون هانكوك في فيلم روح شريرة الثالث عام 1988 .
في 18 ديسمبر 1997، تم العثور على الممثل الكوميدي كريس فارلي ميتا في شقته في الطابق ال60 من مركز جون هانكوك.
في 9 مارس 2002، 43 جزء من السقالة سقطوا بعد هبوب الرياح بسرعة حوالي 60 ميلا في الساعة (100 كم / ساعة) أدى إلى سحق عدد من السيارات، مما أسفر عن مقتل ثلاثة أشخاص في اثنين منها. أما الجزء المتبقي من السقالة ظل يتأرجح ذهابا وإيابا في مواجهة البناء، مما ألحق أضرار جسيمه بألواح الكسوة، وكسر النوافذ، وسقوط بعض القطع في الشارع.
في 10 ديسمبر 2006، تم بيع الأجزاء غير السكنية في المبنى من قبل شركة شورنستاين العقارية بسان فرانسيسكو بمبلغ 385 مليون دولار وتم شراؤها من قبل مشروع مشترك بين شركة غولوب ومقرها شيكاغو ومؤسسة استيت العقارية بشارع وايت هول. وكانت شركة شورنستاين قد اشترت المبنى في عام 1998 بمبلغ 220 مليون دولار.
تعثرت شركة غولوب في سداد ديونها وتم الحجز علي المبنى في عام 2012 من قبل بنك دويتشه الذي تم كتابة اسمه في وقت لاحق على المبنى.
قام كلا من بنك دويتشه ومؤسسة نورث ستار بنيويورك بدفع ما يقدر ب 325 مليون دولار للديون على هانكوك في عام 2012 بعد تعثر أصحابها السابقين في 400 مليون دولار في القروض. تم بيع أبراج مراقبة السطح لمجموعة 56 مونتبارناس ومقرها باريس بمقابل 35 مليون دولار و45 دولار في يوليو 2012 . وفي الشهر نفسه، قامت مجموعة المستثمرين العقاريين بشراء مساحات التجزئة والمطاعم بما يقرب من 142 مليون دولار. في نوفمبر 2012، قامت شركة كورب الامريكيه ومقرها بوسطن بدفع 70 مليون دولار مقابل شراء الهوائيات. في يونيو 2013، قام كلا من شركة استيت ومقرها شيكاغو، وشركة هيرن للاستثمار العقاري ومقرها شيكاغو، وشركة سان أنطونيو للتطوير والاستثمار ومقرها نيويورك بشراء ما يقرب من 856000 قدم مربع من هانكوك من المساحات المكتبية و 710 من أماكن انتظار السيارات. ورغم ان شركة شيكاغو لم تفصح عن السعر، لكن المصادر أكدت أنه كان حوالي 145 مليون دولار. . وكانت هذه هي الخطوة الأخيرة في هذه العملية البيع بالتجزئة. في مايو 2016، أعلنت شركة هيرن أنهم كانوا يسعون لحفظ حقوق التسمية كمشتريين مع حفظ حقوق توقيعات المبنى.
ويقام السباق السنوي لصعود الدرج الذي يصل إلى 94 طابقا من مستوى شارع ميشيغن نحو سطح المبنى ويسمى «صعود هانكوك» ويقام الأحد الأخير من شهر فبراير. والتسلق يعود بالنفع إلى جمعية الصحة للجهاز التنفسي لعاصمة شيكاغو. والوقت القياسي في عام 2007 هو 9 دقائق 30 ثانية.
يوم 16 أبريل، 2009 في الساعة 06:00 تم وقف البث عن جون هانكوك وتحول إلى بث رقمي، لتصبح أول محطة تلفزيونية في شيكاغو لوقف البث في إشارة تناظرية. و WYCC-TV هو واحد فقط من اثنين من محطات التلفزيون المتكامله والتي تبث من الجزء العلوي من مركز جون هانكوك. والآخر هو WGBO-DT ، في حين أن جميع المحطات المتبقيه تبث من منطقة أخرى من أعلى برج ويليس.
في 21 تشرين الثاني 2015، اندلع حريق في شقة في الطابق ال50 من المبنى. ولكن إدارة الإطفاء بشيكاغو كانت قادرة على اخماد الحريق بعد ساعة ونصف. مما أسفر عن اصابة خمسة أشخاص بجروح طفيفة.

## التصميم

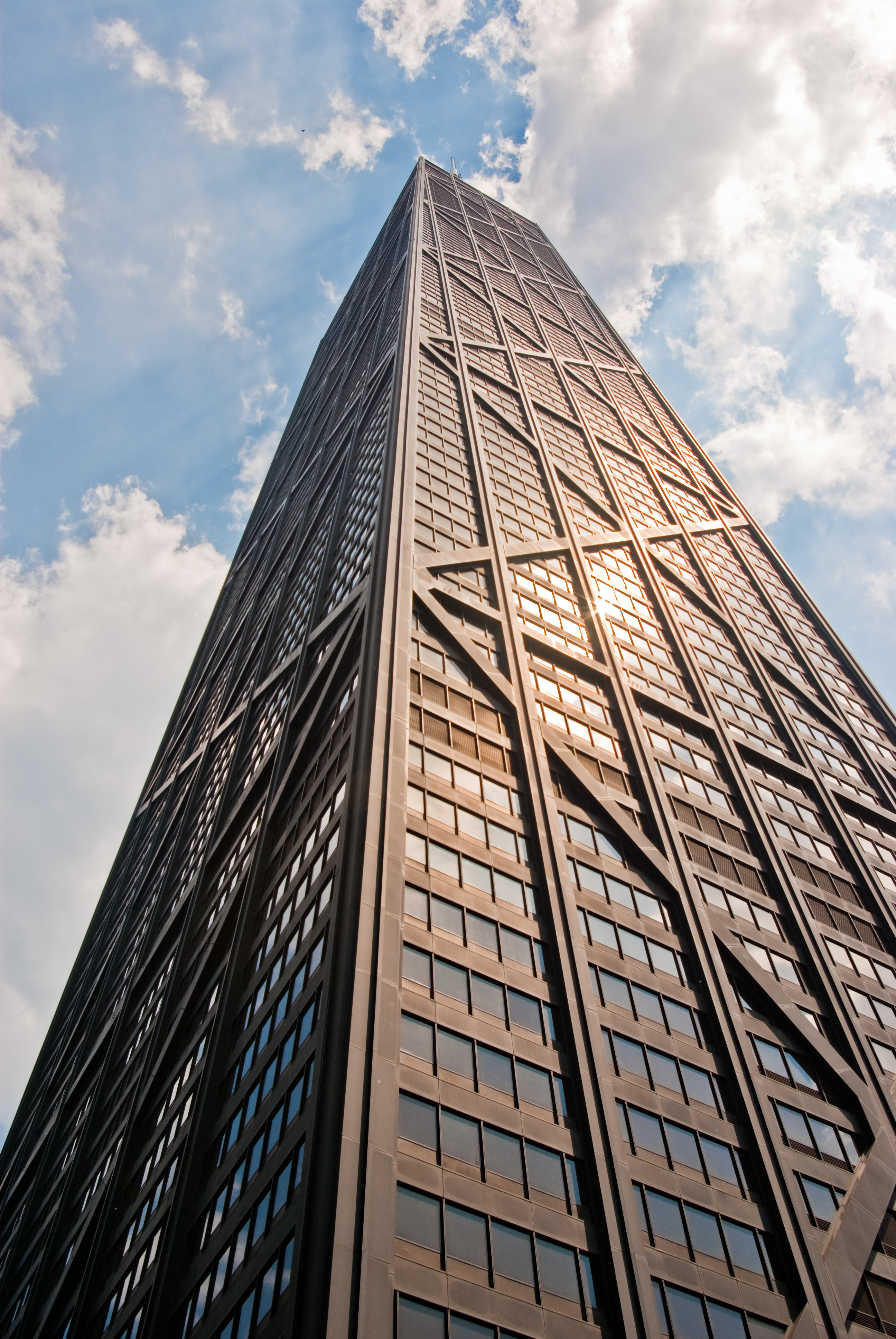
شكل التقاطعات الجانبية على مركز هانكوك

يعتبر جون هانكوك واحد من المباني الأكثر شهرة في النظام الإنشائي الهيكلي والمظهر الخارجي المميز لناطحة السحاب ذات تقاطعات على شكل x هو جزء من «النظام الأنبوبي». وهي واحدة من التقنيات الهندسية التي يستخدمها المصممين لتحقيق الارتفاع القياسي للمباني (النظام الأنبوبي هو الهيكل الذي يحافظ على استقامة المباني خلال أحمال الرياح والزلازل)
وهذه التقاطعات المتخذه شكل X تسمح بزيادة كفاءة أداء المباني الهيكليه العالية والقدرة على إنشاء مساحات مفتوحه في الداخل. جعلت هذه الميزات الأصلية مركز جون هانكوك تحفة معمارية. وكانت هذه الريادة في هذا المجال من قبل المهندس المدني الهيكلي البنجلاديشي - الأمريكي فضل خان والمهندس المعماري بروس غراهام.
وتم إعادة تشكيل التصميم الداخلي في عام 1995، بإضافة الحجر الجيري اللوبي، والجرانيت الأسود، وأسطح الحجر الجيري. أما الساحة الخضراء ذات الشكل البيضاوي الموجوده خارج المبنى بمثابة واحة عامة للمزروعات الموسمية، وبها شلال على ارتفاع (3.7 م) ما يقرب من 12 قدم. كما يوجد مجموعة من الأضواء البيضاء في الجزء العلوي من المبنى تكون مرئيه في جميع أنحاء شيكاغو أثناء الليل، وتتغيير الألوان لمختلف المناسبات. على سبيل المثال، في وقت عيد الكريسماس تصبح الألوان خضراء وحمراء. وعندما يذهب فريق رياضي بمنطقة شيكاغو للتصفيات، يتم تغيير الألوان لتتناسب مع ألوان الفريق.
المبنى هو واحدا من الاتحاد العالمي للأبراج الكبرى. وقد فاز العديد من الجوائز لاسلوبه المعماري المميز، بما في ذلك المهندسين المعماريين الكرام حصلوا على خمسة وعشرين جائزة من المعهد الأمريكي للمهندسين المعماريين مايو 1999 .
المبنى تم حمايته جزئيا بنظام الرش للحماية من الحرائق،  لكن الطوابق السكنية لا تملك نظام الرشاشات.

## الارتفاع

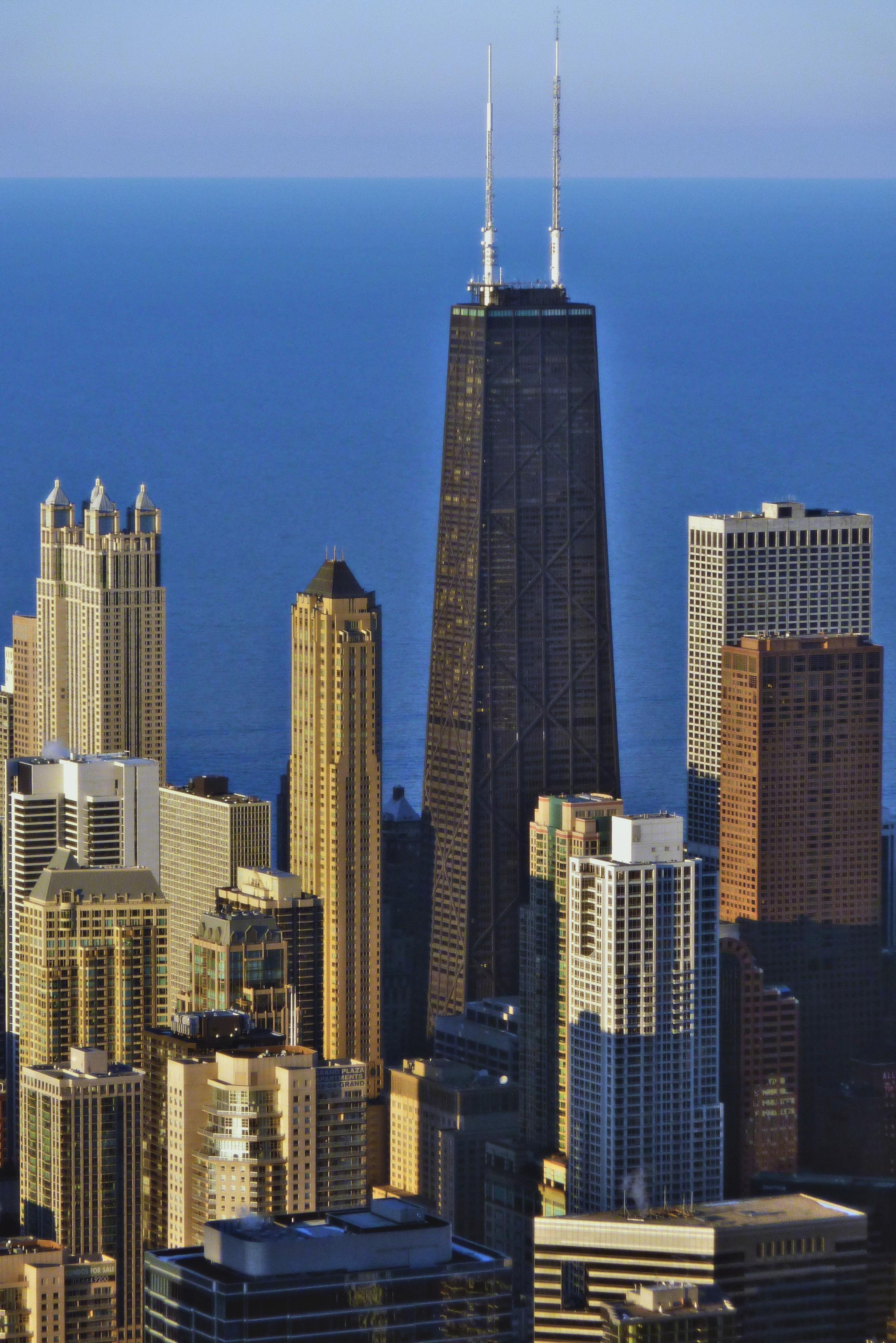
كما يرى من برج ويليس ، بحيرة ميشيغان هي الخلفية.

باضافة اثنين من الهوائيات، مركز جون هانكوك يبلغ ارتفاعه 1499 قدم (457 متر)، مما يجعله في المرتبة الثالثة والثلاثين كأطول ناطحة سحاب في العالم عند قياسها من على ارتفاع قمة. مصاعد مرصد مركز جون هانكوك مصنعة من قبل أوتيس، ويمكنها صعود 96 طابق في سرعة قصوى تصل إلى 1800 قدم / دقيقة (20 ميلا في الساعة، 9.1 م / ث).

## شيكاغو 360 درجة
في الطابق ال94 يقع مرصد مركز جون هانكوك 360 درجة شيكاغو. أرضية المرصد على ارتفاع 1030 قدم (310 متر) من مستوى الشارع أدناه. يمكن العثور على المدخل في الطابق السفلي من مركز جون هانكوك. كما يمكن الوصول إليها بشكل رئيسي من قبل الشارع الجانبي للمبنى ميشيغن. المرصد الذي كان يسمى سابقا مرصد جون هانكوك، تم امتلاكه بشكل خاص منذ 2014 من قبل مجموعة مونتبارناس 56 من باريس، فرنسا. وتم تنفيذ المصاعد لتكون الأسرع في نصف الكرة الغربي، بسرعة قصوى تبلغ 1800 قدم / دقيقة (20.5 ميلا في الساعة). المرصد يتمتع بمساحة أكبر من مثيله في سكاي دك في برج ويليس. وبالإضافة إلى ذلك، 360 ° شيكاغو لديه المقهى لافازا القهوة الذي يقدم المشروبات الكحولية. في صيف عام 2014، وأضاف 360 درجة شيكاغو جذب الميل لها من خلال منصة الإمالة، وهو عبارة عن سلسلة من النوافذ التي تصل من الأرض إلى السقف وتميل ببطء نحو خارج المبنى بزاوية 30 درجة. أرضية المرصد التي تواجه جنوب المدينة تجعل هذا المرصد زاوية رؤيته أقل من سكاي ديك في برج ويليس، مما يجعله تجربة أسرع وأكثر هدوءا.

## المستأجرين والشركات
هذه هي قائمة ديناميكية وقد لا تكون قادرة على تلبية معايير معينة للتأكد من اكتمالها. يمكنك المساعدة من خلال توسيع نطاقه بإدخال معلومات من مصادر موثوق بها.
- شيكاغو أكسنت
- أفيدا
- أفضل شراء.[34]
- مصنع التشيزكيك ][35]
- شركة Cimaglia للإنتاج
- القنصلية العامة لشيلي في شيكاغو، جناح 3352 [36]
- القنصلية العامة لجمهورية الدنمارك، شيكاغو، جناح 3950 [37]
- مركز الأفيال
- بيج شولدرز لإنتاج الفيديوهات الرقميه [38]
- المذاق الحصري
- الاتحاد للطيران (الطابق ال31) [39]
- صالون فينجرز
- كشك بيع الصحف ووجبات خفيفة
- (شركة جولين PR)، جناح 2600 [40]
- هانيج للأحذية [41]
- 360 درجة شيكاغو
- لابيتوت
- شركة Laurichem ، جناح 8609
- وجه الشمال [35]
- غرفة التوقيع في الطابق 95 [42]
- شركة ريجاس، جناح 3100
- الخطوط الجوية القطرية، جناح 1310 [43]
- ويبر شاندويك، جناح 2400 [44]
- محطة راديو كلاسيك روك، جناح 1510 [45]
- (وكالة الإعلان)FCB [46][47]

## ناطحات السحاب في شيكاغو

ناطحات السحاب في شيكاغو.

## المعرض

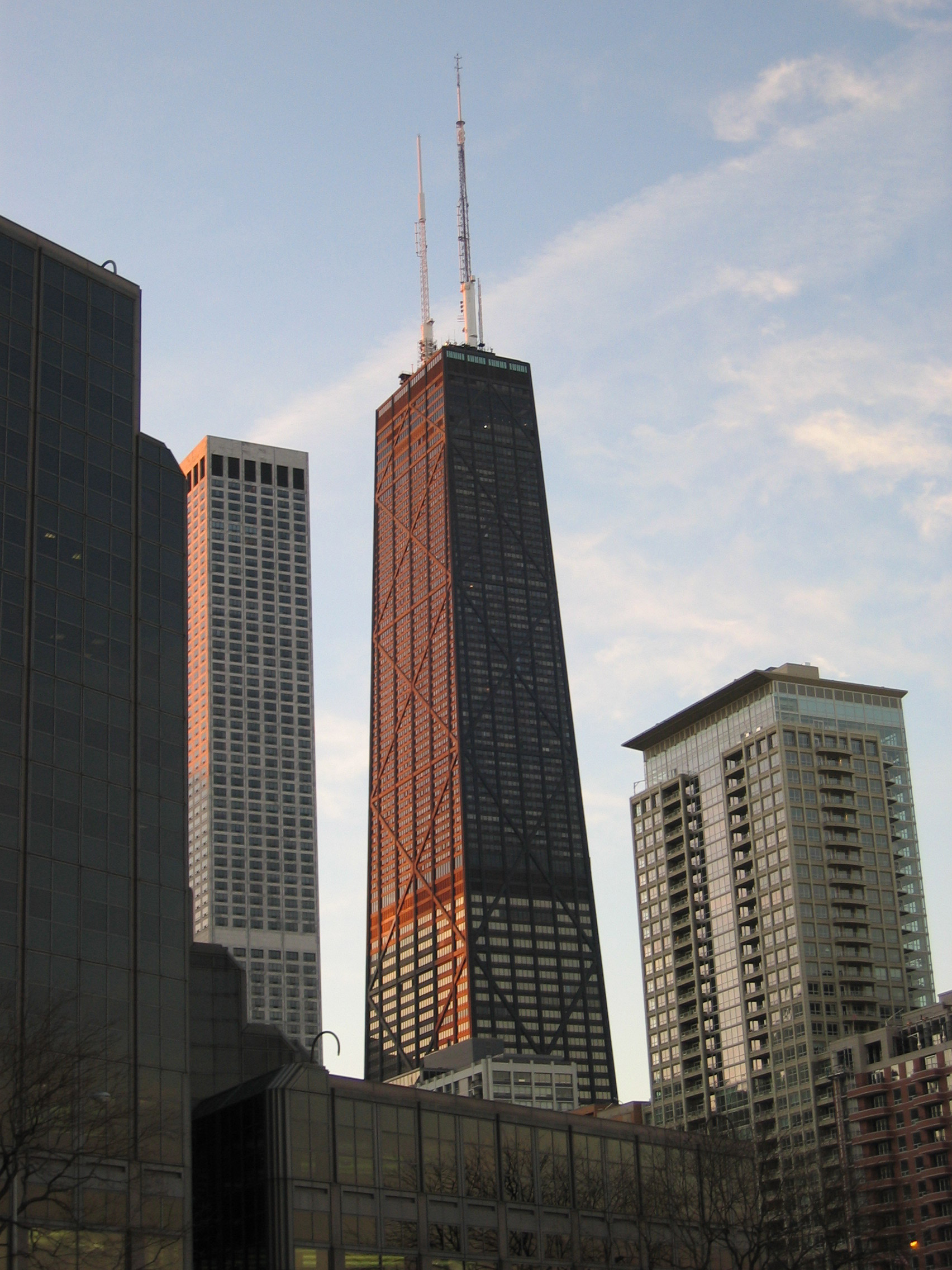
منظر لمركز هانكوك عند غروب الشمس
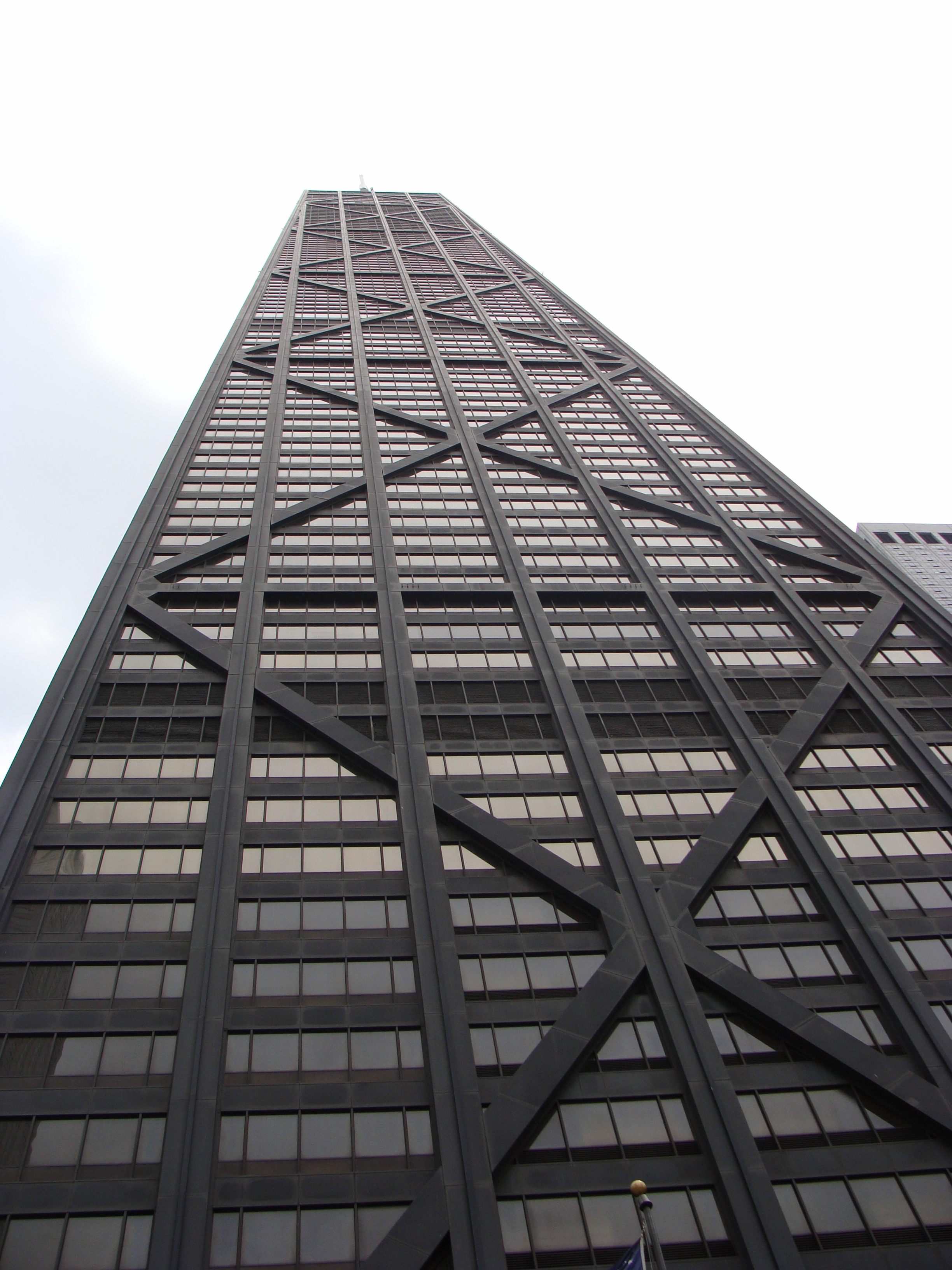
واجهه جانبيه لمركز هانكوك
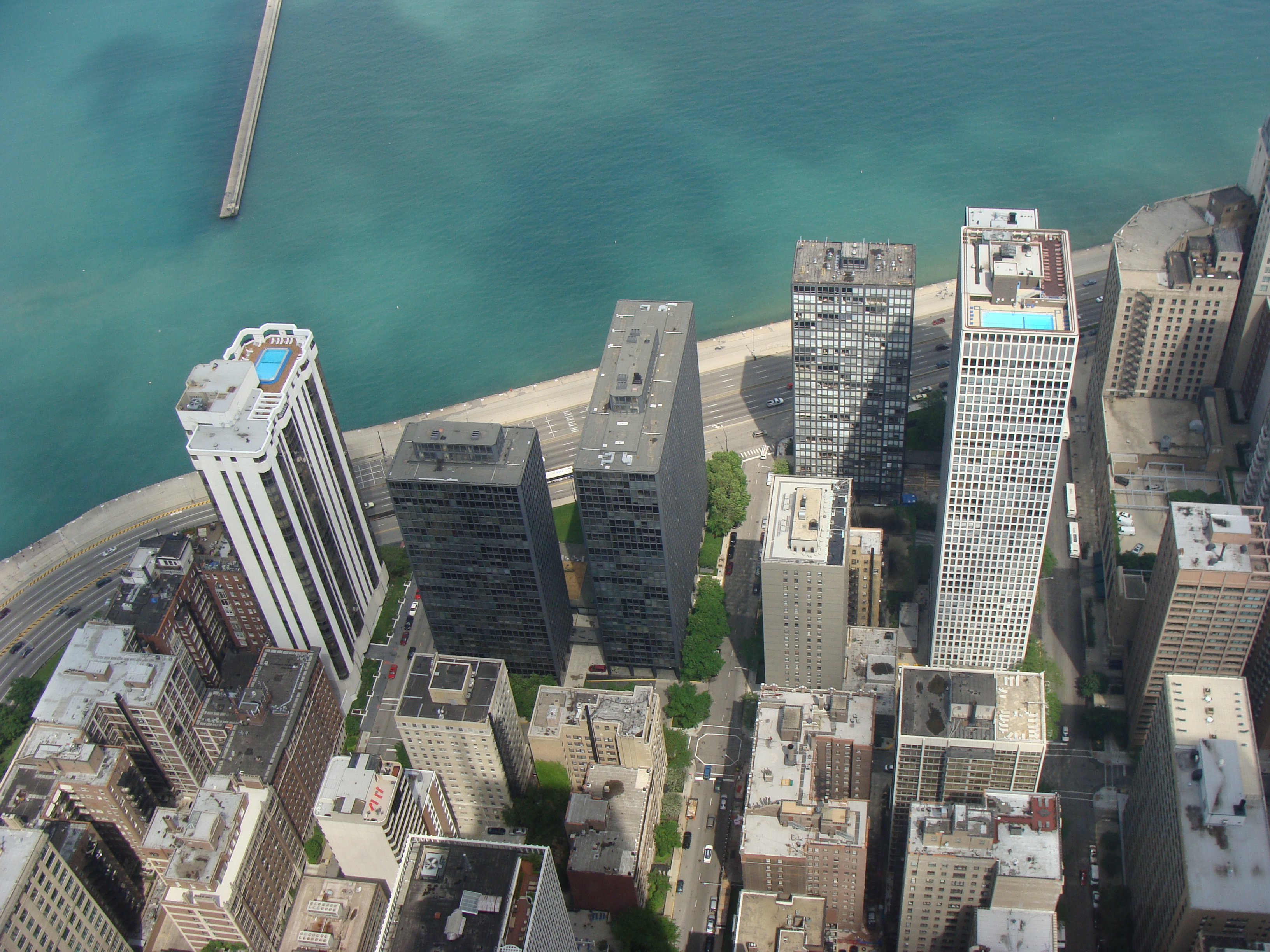
منظر لبحيرة ميشيغان من مرصد مركز هانكوك
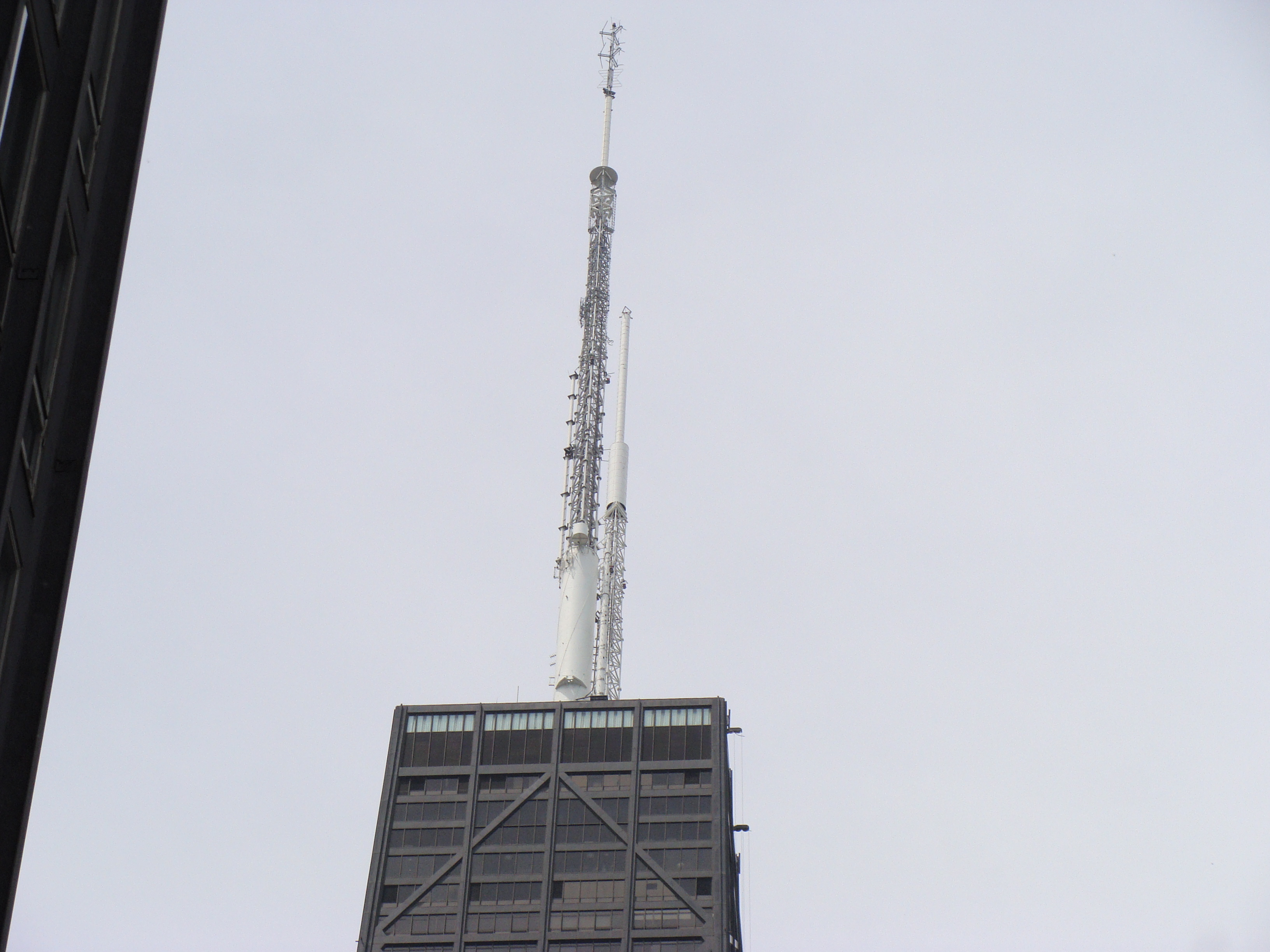
عرض تفصيلي لاثنين من الأبراج الهوائيه فوق مركز جون هانكوك
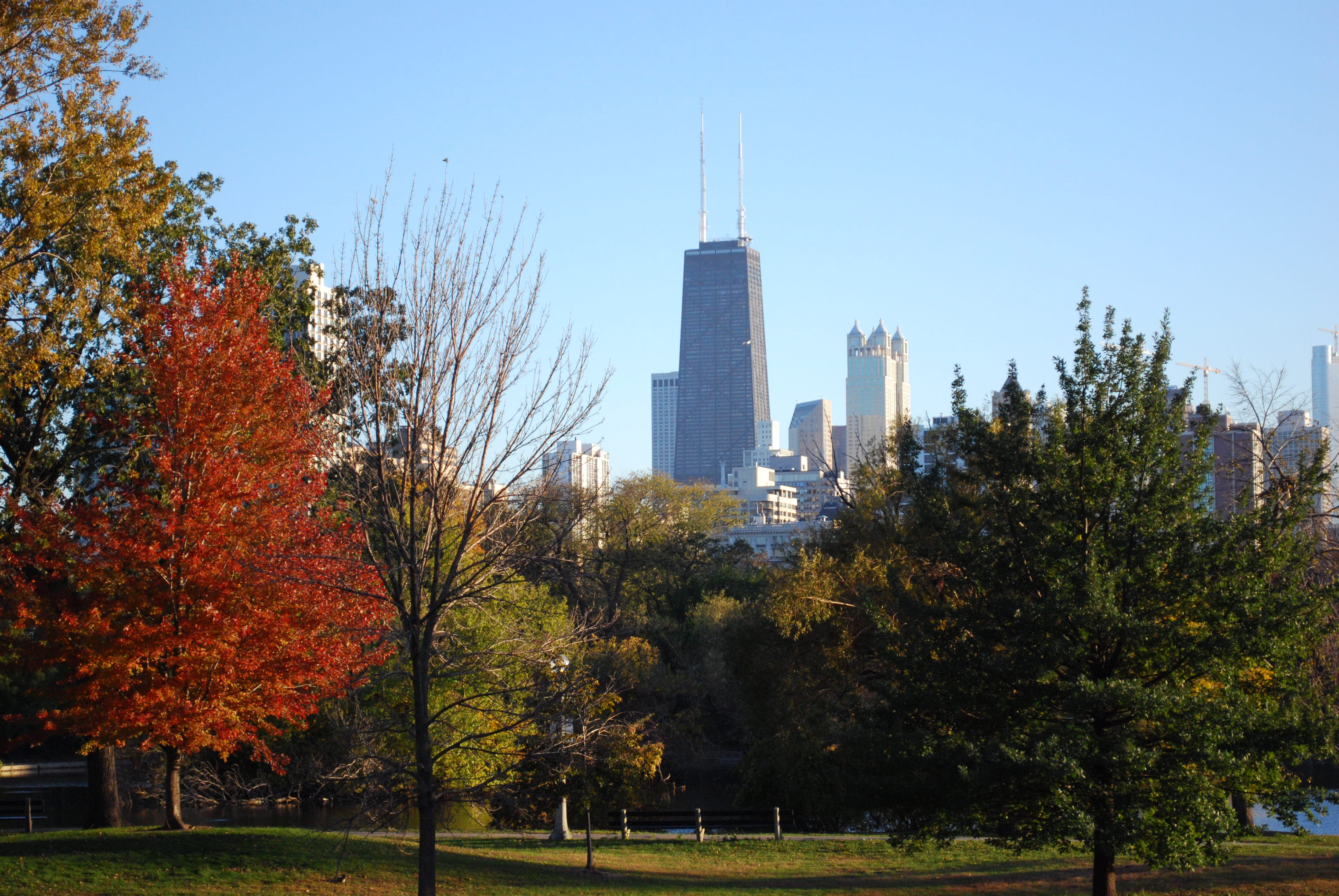
منظر لمركز هانكوك كما يرى من حديقة الحيوانات Lincoln Park